# Vanguardia Federal
Vanguardia Federal (abreviado como VF) fue un partido político argentino de carácter provincial, funcional en la provincia de Tucumán, encabezado por Celestino Gelsi, goberandor de la provincia entre 1958 y 1962. Existió como tal entre 1972 y 1984, cuando se fusionó con la Unión Cívica Radical, de donde provenían, antes de su fundación, la mayor parte de sus miembros.
Fue establecido el 23 de julio de 1972, durante el desmantelamiento de la dictadura militar autodenominada Revolución Argentina. Gelsi apoyó la creación de una coalición conservadora que contrapesara a los dominantes Partido Justicialista y Unión Cívica Radical en las elecciones presidenciales venideras, apoyando la creación de la Alianza Popular Federalista y siendo su candidato a gobernador en los comicios provinciales tucumanos. Aunque el candidato presidencial de la APF, Francisco Manrique, quedó en tercer lugar, Gelsi sobrepasó al candidato radical, Luis Rotundo, y se ubicó segundo con un 20.24% de las preferencias, de todas formas muy por debajo de Amado Juri, candidato justicialista. Gelsi no apoyó a Manrique para las elecciones de septiembre de 1973, que ganó Juan Domingo Perón, y dio libertad de acción a sus afiliados.
Tras la dictadura militar autodenominada Proceso de Reorganización Nacional, Vanguardia Federal volvió a constituirse como partido político y, en un giro sorpresivo para gran parte de su dirigencia, Gelsi dio su apoyo al candidato radical Raúl Alfonsín, mientras que en Tucumán volvió a contender por la gobernación contra el justicialista Pedro Fernando Riera y el radical Julio César Romano Norri. Gelsi a su vez predijo la victoria de Alfonsín en la elección nacional y creó un frente electoral con el Partido Demócrata Cristiano (PDC). Sin embargo, la fuerza se ubicó esta vez en tercer lugar, muy por debajo de Riera y Romano Norri. Durante el gobierno de Alfonsín, se realizaron negociaciones entre VF y la UCR Tucumana para una posible reunificación, que finalmente tuvo lugar el 29 de septiembre de 1984, en una convención en la que Gelsi no estuvo presente y 92 de los 93 delegados votaron a favor de la autodisolución.